# Proceratophrys belzebul
Proceratophrys belzebul é uma espécie de anfíbio da família Odontophrynidae. Endêmica do Brasil, pode ser encontrada nos municípios de Cunha, São Sebastião, São Luiz do Paraitinga e Ubatuba no estado de São Paulo.